# 菲律賓裔帕勞人
菲律賓裔帕勞人，是住在帕勞的菲律賓移民和他們的後裔，人口大約7000人，佔帕勞人口的35%，也是帕勞第二大民族。他們多數說他加祿語和帕勞語。他加祿語已成為帛琉第四多人使用的語言。

## 歷史
在菲律賓都督府的共同統治下，菲律賓人首次抵達帛琉。在菲律賓革命接近尾聲時，帛琉被併入菲律賓第一共和國，但在菲律賓於美菲戰爭中戰敗後，菲律賓失去對帛琉的控制。
二戰後的二十世紀四十年代，更多菲律賓人抵達帕勞。他們在美國海軍擔任軍人，並在電廠工作。在20世紀70年代，大約有200名菲律賓人在帕勞生活和工作，主要是在教學和專業崗位。今天，有4495名菲律賓人在帕勞合法居住，其中21人是永久居民，其餘4,434人是移民工人。然而，菲律賓海外勞工辦公室估計，住在帕勞的菲律賓人中有80％是無證移民。2007年，兩名菲律賓人和兩名台灣人因涉嫌將數名菲律賓人偷渡入帕勞而被捕，並被判處罰款。

## 菲律賓勞工
菲律賓人在帕勞從事農業，建築，教育，工程，漁業，酒店，醫療，餐館部門或家庭傭工。菲律賓人每月可獲得的最低工資約為250美元。菲律賓勞工和就業部在帕勞沒有辦公室，但菲律賓大使館與帕勞政府協調勞動招聘。菲律賓駐帕勞大使RamoncitoMariño表示：「......勞工問題通常始於招聘本身，因此我們確保帕勞雇主與能夠培養合格工人的合法招聘人員保持聯繫，如果這也是另一個問題。那些派到這裡的人不符合他們的工作條件。」

## 語言
多數菲律賓裔帕勞人說他們自己家鄉的語言、帕勞語、英語、他加祿語是帕勞第四大語言。